# Liste de fortifications au Royaume-Uni
Liste de forts, fortifications, citadelles et places fortes au Royaume-Uni

## Généralités
- Maunsell Sea Forts

## Angleterre du Sud-Est
- Dymchurch Redoubt
- Eastbourne Redoubt
- Fort Burgoyne
- Dover Turret
- Dover Western Heights
- Littlehampton Redoubt
- Newhaven Fort
- Saxon Shore
- Shoreham Redoubt

## Tamise
- Fort Coalhouse
- Cliffe Fort
- New Tavern Fort
- Shornmead Fort
- Slough Fort
- Tilbury Fort

## Medway

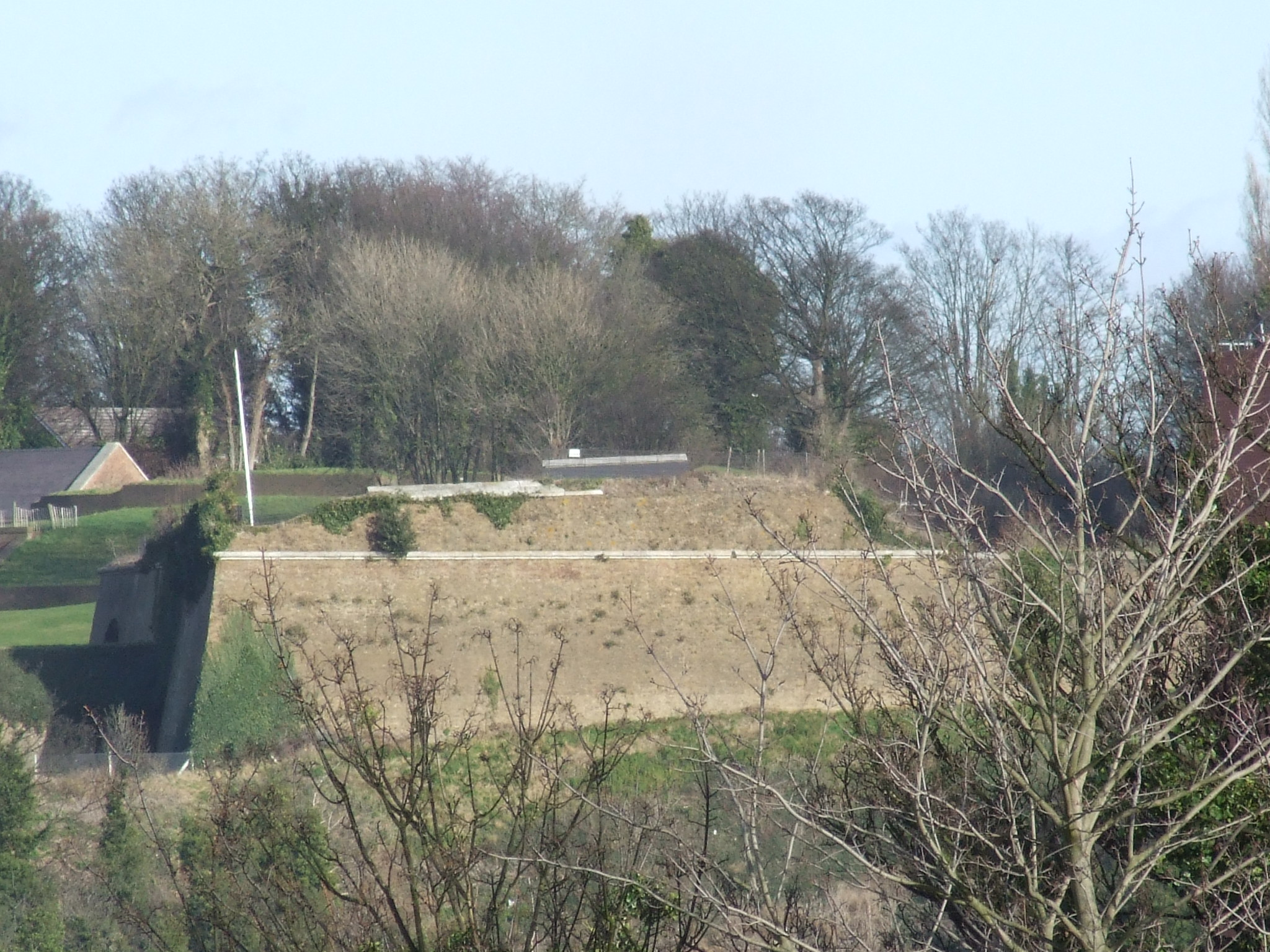
Un bastion de fort Amherst.

- Fort Amherst
- Fort Borstal
- Fort Bridgewoods
- Fort Clarence
- Fort Darnet
- Fort Luton
- Fort Hoo
- Fort Pitt, Kent

## Solent
- Portsdown Hill
  - Crookhorn Redoubt
  - Fort Fareham
  - Farlington Redoubt
  - Langstone Redoubt
  - Fort Nelson (en)
  - Fort Southwick
  - Fort Purbrook
  - Fort Wallington
  - Fort Widley
- Gosport
  - Fort Blockhouse
  - Fort Brockhurst
  - Fort Elson
  - Fort Gilkicker
  - Fort Grange
  - Fort Monckton
  - Fort Rowner
- Portsmouth
  - Fort Cumberland
  - Lumps Fort
- Sea Forts
  - Horse Sand Fort
  - No Mans Land Fort
  - Spitbank Fort
  - St Helens Fort
- Île de Wight
  - Fort Albert
  - Fort Bembridge
  - Golden Hill Fort
  - Needles Old Battery
  - Fort Victoria

## Angleterre du Sud-Ouest
- Canal de Bristol
  - Brean Down Fort
- Dartmouth
  - Bayard Cove Fort
  - Gallants Bower
- Plymouth
  - Agaton Fort
  - Bowden Fort
  - Breakwater Fort
  - Cawsand Fort
  - Crownhill Fort
  - Egg Buckland Keep
  - Ernesettle Fort
  - Fort Austin
  - Fort Bovisand
  - Fort Efford
  - Mount Edgcumbe Garden Battery
  - Picklecombe Fort
  - Polhawn Fort
  - Fort Scraesdon
  - Staddon Fort
  - Fort Tregantle
  - Whitesand Bay Battery
  - Woodlands Fort
- Île de Portland
  - Verne Citadel
  - East Wear Battery
  - High Angle Battery
- Weymouth
  - Nothe Fort

## Est-Anglie
- Bath Side Battery
- Beacon Hill Battery
- Harwich Redoubt
- Landguard Fort
- Shotley Battery

## Angleterre du Nord-Ouest
- Liscard Battery
- Fort Perchrock

## Angleterre du Nord-Est
- The Humber Forts
- Fort Paull
- The Tyne Turrets

## Pays de Galles
- Milford Haven
  - Chapel Bay Battery
  - Dale Fort
  - Fort Hubberstone
  - Fort Popton
  - Fort Scoveston
  - Stack Rock Fort
  - Thorn Island Fort

## Écosse
- Fort Charlotte, Shetland
- Fort George

## Gibraltar
- Fortifications